# Črtasta kraljevska skuša
Črtasta kraljevska skuša (znanstveno ime Scomberomorus plurilineatus) je vrsta morskih rib iz družine skuš.
Vrsta je razširjena v subtropskih vodah zahodnega Indijskega oceana, Sejšelov, Kenije in Zanzibarja do Južne Afrike in zahodnih obal Madagaskarja. Običajno se zadržuje na globinah med 50 in 200 metri. Zraste lahko do 120 cm vdolžino in tehta do 12,5 kg. Prehranjuje se primarno z manjšimi ribami, lignji in rakci.